# L'Honneur de la Patrie
L'Honneur de la Patrie (tiếng Việt: Vì danh dự của tổ quốc) là quốc ca của Cộng hòa Niger. Nó được thông qua vào ngày 22 tháng 6 năm 2023 để thay thế La Nigérienne.

## Lịch sử
Niger, một cựu thuộc địa của Pháp, trở thành quốc gia độc lập vào năm 1960. Năm sau, quốc gia này thông qua La Nigérienne làm quốc ca. Năm 2019, Tổng thống Mahamadou Issoufou đã công bố kế hoạch thay thế La Nigerienne, sau những lo ngại rằng lời bài hát bày tỏ lòng biết ơn đối với quyền lực thuộc địa. Một ủy ban được thành lập để phản ánh về bài quốc ca hiện tại và tìm một bài quốc ca mới nếu cần thiết. Vào ngày 22 tháng 6 năm 2023, quốc hội Niger đã thông qua L'Honneur de la Patrie làm quốc ca mới của đất nước để thay thế La Nigerienne.

## Lời bài hát
| Lời tiếng Pháp | Lời tiếng Hausa | Bản dịch tiếng Việt |
| --- | --- | --- |
| Des rives du Niger aux confins du Ténéré Frères et sœurs nous sommes Enfants d’une même Patrie le Niger Nourris de la sève des mêmes idéaux Pour un Niger de paix libre fort et uni Pour un Niger prospère le Pays de nos rêves Pour l’honneur de la Patrie Incarnons la vaillance et la persévérance Et toutes les vertus de nos dignes aïeux Guerriers intrépides déterminés et fiers Défendons la patrie au prix de notre sang Faisons du Niger symbole de dignité Emblème et flambeau de l’Afrique qui avance Pour ces nobles idéaux debout et en avant En avant pour le travail en avant pour le combat Nous demeurons debout Portant haut le drapeau de notre cher Pays Dans le ciel d’Afrique et dans tout l’Univers Pour construire ensemble Un monde de justice de paix et de progrès Et pour faire du Niger la fierté de l’Afrique. | Daga Bankunan Nijar zuwa kan iyakokin Ténéré Yan'uwa mune 'Ya'yan kasar uba daya Nijar Rarraba da ruwan 'ya'yan itace iri ɗaya Domin kasar Nijar mai karfi da hadin kai mai zaman lafiya Ga kasar Nijar mai albarka kasar burinmu Don darajar Uban Haɗa ƙarfin hali da juriya Da dukkan kyawawan halaye na magabata na kwarai Jarumai marasa tsoro sun ƙudura da girman kai Kare kasar nan akan kudin jininmu Mu sanya Nijar ta zama alamar mutunci Tambari da fitilar ciyar da Afirka gaba Don waɗannan maɗaukakin maɗaukaki tsaya ku tafi Gaba don aikin gaba don yaƙin Mun tsaya a tsaye Dauke tutar kasarmu mai daraja A cikin sararin samaniyar Afirka da ko'ina cikin Duniya Don gina tare Duniyar adalci, zaman lafiya da ci gaba Da kuma sanya Nijar ta zama abin alfaharin Afirka. | Từ bờ sông Niger đến biên giới Ténéré Anh chị em chúng ta là Những đứa trẻ cùng quê hương, Niger Được nuôi dưỡng bằng nhựa của những lý tưởng giống nhau Vì một Niger hòa bình tự do và mạnh mẽ Vì một Niger thịnh vượng, đất nước trong mơ của chúng ta Vì danh dự của Tổ quốc Chúng ta hãy thể hiện lòng dũng cảm và sự kiên trì Và tất cả đức hạnh của tổ tiên xứng đáng của chúng ta Những chiến binh quả cảm đầy quyết tâm và kiêu hãnh Chúng ta hãy bảo vệ quê hương bằng máu của mình Hãy biến Niger thành biểu tượng của phẩm giá Biểu tượng và ngọn đuốc của châu Phi tiến về phía trước Vì những lý tưởng cao đẹp này hãy đứng lên và tiến về phía trước Tiến tới công việc, tiến tới chiến đấu Chúng tôi vẫn đứng Giương cao lá cờ Tổ quốc thân yêu Trên bầu trời Châu Phi và khắp vũ trụ Để cùng nhau xây dựng Một thế giới công bằng, hòa bình và tiến bộ Và biến Niger thành niềm tự hào của Châu Phi. |